# James Montgomery (simmare)
James "Jim" Montgomery, född 24 januari 1955, är en amerikansk för detta simmare som vann fyra medaljer vid OS 1976 varav tre guld.
Montgomery vann även sju VM-guld mellan 1973 och 1978 och var den första mannen i världen som simmade 100 meter frisim under 50 sekunder.

### Fotnoter
1. ↑  ”Jim Montgomery Bio, Stats, and Results - Olympics at Sports.reference.com”. sportsreference.com. Sportsreference. Arkiverad från originalet den 27 januari 2012. https://web.archive.org/web/20120127233602/http://www.sports-reference.com/olympics/athletes/mo/jim-montgomery-1.html. Läst 9 september 2015.
2. ↑  ”Arkiverade kopian”. Arkiverad från originalet den 24 augusti 2015. https://web.archive.org/web/20150824021342/http://www.fina.org/H2O/docs/histofina/swimming_50m.pdf. Läst 21 augusti 2015. HistoFINA - SWIMMING MEDALLISTS AND STATISTICS AT FINA WORLD CHAMPIONSHIPS (50M) (engelska)
3. ↑  ”Jim Montgomery, 1986 ISHOF Honor Swimmer”. usms.org. U.S Masters Swimming. http://www.usms.org/articles/articledisplay.php?aid=1416. Läst 9 september 2015.